# 灭活疫苗
，是指由已杀灭的病原体制成之疫苗。制造灭活疫苗过程中，杀灭病原体的方式包括：加热杀灭、利用化学方法（如甲醛）杀灭，以及利用放射线杀灭。一部分灭毒疫苗中杀灭的病原体依然以完整形态存在，也有的灭活疫苗会将病原体裂解，亦存在将病原体中的抗原单独提纯出来的灭毒疫苗。死亡的病原体无法再复制或变异成致病状态，因此是安全的。

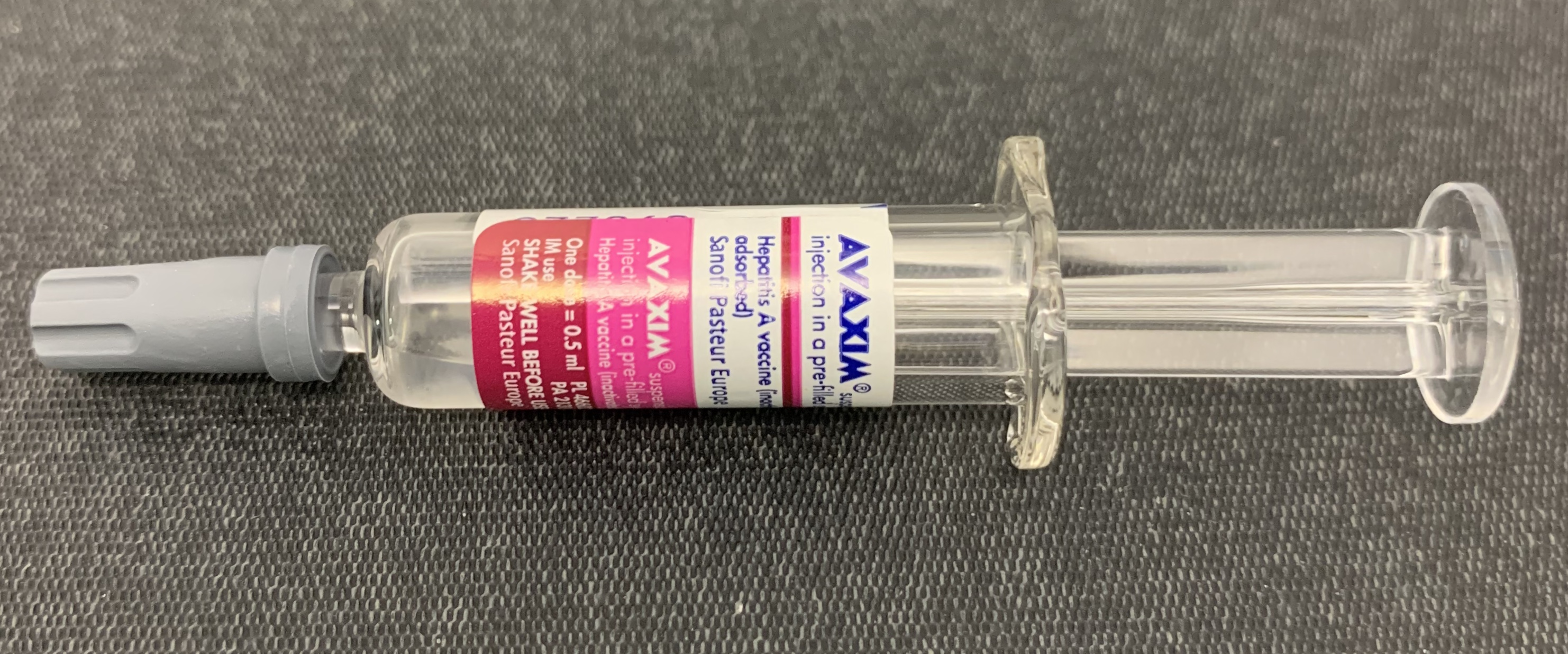
一支甲肝灭活疫苗的载药注射器（预充针筒）

灭毒疫苗主要通过其中的抗原诱导细胞免疫的产生，一般来说死亡的病原体复杂，抗原成分加工程度较低，故需要多次接种且免疫效果持续较短，但好处是保存与制作容易。它们可以冷冻干燥，运输时无需冷藏，这对发展中国家来说是一个重要的考虑因素。
灭活疫苗的一个缺点是，它们诱导的免疫反应比自然感染诱导的免疫反应要弱得多。因此，患者需要多次接种才能维持对病原体的免疫力。